# Květuše
Květuše je ženské jméno slovanského původu. Jde o variantu křestního jména Květa, které vzniklo jako zkrácená podoba jmen Květoslava a Květomila. Svátek slaví společně se jménem Květa dne 20. června.

## Domácké podoby
Mezi domácké podoby křestního jména Květuše patří Květuška, Květuš, Květa a Květka.

## Obliba jména
Jméno Květuše je mezi novorozenými dívkami v Česku vzácné. K roku 2016 činil průměrný věk nositelek 69 let. Obliba jména začala ve 20. letech 20. století a trvala až do poloviny 50. let, od roku 1957 začala prudce klesat. Nejvíce živých nositelek (219) se narodilo v roce 1952. Popularita již klesla natolik, že od roku 1983 se nenarodilo více než šest dívek s tímto jménem ročně. V některých letech se žádné nové nositelky nenarodily.
Následující tabulka vývoje počtu nositelek mezi lety 2010 až 2016 dokazuje, že počet žijících nositelek každým rokem rychle klesá, před rokem 2011 jich bylo ještě téměř sedm tisíc. Během sedmi let ubylo celkem 20,67 % nositelek, takto silný pokles je způsoben vysokým průměrným věkem a značnou neoblibou mezi nově narozenými dívkami.
| Rok  | Počet nositelek | Změna oproti předchozímu roku |
| ---- | --------------- | ----------------------------- |
| 2010 | 6 956           | –                             |
| 2011 | 6 569           | −5,56 %                       |
| 2012 | 6 363           | −3,14 %                       |
| 2013 | 6 143           | −3,46 %                       |
| 2014 | 5 943           | −3,26 %                       |
| 2015 | 5 722           | −3,72 %                       |
| 2016 | 5 518           | −3,57 %                       |

## Významné osobnosti
- Květuše Hyršlová – literární vědkyně a germanistka
- Květuše Lepilová – vysokoškolská profesorka, literární teoretička a slavistka
- Květuše Sgallová – vysokoškolská profesorka a literární historička